# Rallicola gracilentus
Rallicola gracilentus är en insektsart som beskrevs av Clay 1953. Rallicola gracilentus ingår i släktet Rallicola och familjen fjäderlöss. Inga underarter finns listade i Catalogue of Life.